# Teitur Gestsson
Teitur Matras Gestsson (ur. 19 sierpnia 1992 w Kopenhadze) – farerski piłkarz występujący na pozycji bramkarza w klubie HB Tórshavn oraz w reprezentacji Wysp Owczych.

## Kariera klubowa
Teitur Gestsson wystąpił po raz pierwszy w drugim składzie HB Tórshavn 28 maja 2011 roku w zremisowanym 3:3 spotkaniu przeciwko Víkingur II Gøta. Po pięciu spotkaniach zdecydowano się przenieść go do pierwszej drużyny, w której wystąpił w przegranym 0:2 meczu Ligi Mistrzów przeciwko Malmö FF 13 lipca. Od tamtej pory został pierwszym bramkarzem swojego klubu, rozgrywając w sezonie 2011 kolejnych 15 meczów. Łącznie stał do tej pory na bramce w 167 w pierwszym składzie HB Tórshavn. Zdobył także jedną bramkę dla klubu w dziewięćdziesiątej czwartej minucie meczu ligowego przeciwko KÍ Klaksvík, który zakończył się rezultatem 2:2. W sezonie 2013 jego klub zdobył mistrzostwo Wysp Owczych, a Teitur Gestsson został uznany za najlepszego bramkarza w lidze. Sukces ten powtórzył rok później.

## Kariera reprezentacyjna
Teitur Gestsson występował w reprezentacjach młodzieżowych Wysp Owczych na każdym poziomie. W U-17 zagrał po raz pierwszy 31 lipca 2007 w meczu przeciwko Danii (0:2). W U-19 pierwszy raz zagrał 6 października 2009 w przegranym 0:2 meczu przeciwko Grecji, a w U-21 stanął po raz pierwszy między słupkami w spotkaniu przeciwko Irlandii Północnej 10 sierpnia 2011 (0:4).
W seniorskiej reprezentacji Wysp Owczych wystąpił po raz pierwszy 1 marca 2014 roku w wygranym 4:1 spotkaniu przeciwko Gibraltarowi. Wystąpił tam w pierwszej połowie. Mecz ten nie został uznany przez FIFA, więc za pierwsze oficjalne spotkanie uznać należy towarzyskie spotkanie przeciwko Liechtensteinowi (2:3), w którym zagrał od piętnastej minuty, zastępując Gunnara Nielsena.

## Sukcesy

### Klubowe
HB Tórshavn
- Mistrzostwo Wysp Owczych (1x): 2013
- Finalista Pucharu Wysp Owczych (1x): 2014
- Finalista Superpucharu Wysp Owczych (1x): 2014
- Drużyna roku Effodeildin (2x): 2013, 2014

### Indywidualne
- Bramkarz roku Effodeildin (2x): 2013, 2014